# Mathilde Van Gheluwe
Mathilde Van Gheluwe, née en 1989, est une illustratrice, autrice de bande dessinée jeunesse et de romans graphiques belge.

## Biographie
Mathilde Van Gheluwe naît en Belgique en 1989. À l'instigation d'une camarade de classe, elle étudie l’illustration à 18 ans à l’Institut Saint-Luc de Bruxelles, puis à LUCA School of Arts à Gand.
Une fois diplômée, elle cofonde le collectif flamand Tieten met Haar, lequel fait de la bande dessinée indépendante. Elle publie ainsi dans le fanzine Phobia en 2014 et Mekka Nikki en 2016.
Elle publie dans la collection « bile blanche » aux éditions genevoises Atrabile Pendant que le loup n’y est pas, un livre autobiographique réalisé à quatre mains avec Valentine Gallardo qui selon le critique Jessie Bi du site du9 « [...] décrit avec une subtilité rare les fils qui tissent voire définissent les jeunes années. Les auteures en montrent les vitalités éruptives, les émotions imprévisibles aussi intenses que fondatrices, ou bien les artifices expressifs communs formalisant un questionnement, délinéant une conscience et balisant la singularité de tout chemin existentiel par leurs combinaisons infinies et incertaines. ». Puis elle publie des histoires courtes chez différents éditeurs : ShortBox, Bries, RuffHaus. Elle participe au projet de fanzine Strange Sequences. En 2019, elle est lauréate d'une bourse de découverte de la Fédération Wallonie-Bruxelles. Elle est, la même année, en résidence à Angoulême pour une période de six mois. Elle réalise seule L'Histoire de Lele de la série d'heroic fantasy Funky Town, « une BD à la fantaisie inquiétante selon Vincent Brunner sur Les Inrocks », publiée dans la collection « Flegme » chez le même éditeur en 2020.
Elle entame une collaboration avec le scénariste Nicolas Wouters pour créer pour Magda Cuisinière intergalactique, une série jeunesse, en trois tomes, mettant en scène une miss catastrophe de 12 ans, qui a un don pour inventer accidentellement des recettes uniques et exquises. Le premier tome intitulé Le Grand Tournoi, paraît au format comics, cette fois en changeant d'éditeur aux éditions Sarbacane en 2022. Pour le critique Benjamin Roure de BoDoï est « le meilleur album jeunesse de la rentrée ». Le deuxième tome Le Combat des cheffes est publié l'année suivante. Cet album est favorablement reçu par le critique du site BD Gest', qui écrit : « L'intrigue est riche en mystère et en inventivité, c'est une véritable bouffée d'air frais dans le paysage de la BD actuelle. Vivement le troisième et dernier tome ! ». Le dernier tome Par-delà les étoiles paraît en 2024. Pour Télérama, il « clôt une des plus belles séries jeunesse de ces dernières années : Magda, cuisinière intergalactique est une trilogie palpitante et émouvante, engagée et gourmande, qui raconte un concours culinaire entre jeunes représentants de différentes planètes. [...] Outre les fascinantes séquences de cuisine à base d’ingrédients cosmiques, la grande force de cette bande dessinée est de s’appuyer sur de jeunes personnages complexes, tant dans leurs tourments que dans leurs relations aux adultes, et de les faire évoluer avec subtilité, malgré le rythme haletant et les nombreux rebondissements ». L'album figure dans la sélection officielle du Festival d'Angoulême 2025 concourant dans la catégorie jeunesse.
Parallèlement, elle participe à l'exposition collective et itinérante Plan à 3 aux côtés de Dominique Goblet, Max de Radiguès, Frank Pé, François Schuiten et à l'exposition United Comics of Belgium qui propose « une fenêtre sur la création belge contemporaine », qui entend mettre en dialogue le travail de 27 autrices et auteurs BD issus de différentes générations et communautés linguistiques, sous le commissariat de Séraphine, Johan De Moor et Olivier Grenson, tenue au Centre belge de la bande dessinée en 2021 .
Mathilde Van Gheluwe rejoint l'association The Ink Link pour s'engager en bande dessinée autour de l'égalité hommes-femmes.
Ses sources d'inspirations sont nombreuses et variées : le folklore et les contes russes, mais également François Walthéry, Moebius, Le Roi et l'Oiseau ainsi que Ghost in the Shell.
Mathilde Van Gheluwe expose ses œuvres au sein d'expositions collectives Thalassa (Angoulême, 2019), Plan à 3 (Bruxelles, Paris, Lyon, Sidon, Genève, de 2019 à 2023) et United Comics of Belgium (Bruxelles, 2021).
En 2024, elle est signataire de la pétition visant à interdire l'exposition de Bastien Vivès dans une galerie d’art bruxelloise au motif que cette exposition contribue à banaliser la culture du viol et la pédocriminalité.
Elle fait partie du Collectif des créatrices de bande dessinée contre le sexisme.
L'artiste a vécu et travaillé à Gand. Elle réside ensuite à Bruxelles où elle prolonge son travail de bande dessinée et enseigne à l'ERG.

## Œuvre

### Publications

#### Romans graphiques
- Pendant que le loup n'y est pas[4],[19],[20],[21], Atrabile, coll. « Bile blanche », Genève, 22 janvier 2016
Scénario et dessin : Mathilde Van Gheluwe et Valentine Gallardo - Couleurs : noir et blanc -  (ISBN 978-2-88923-039-6),Autobiographie. Format autre. 176 planches. Réédition de 2019  (ISBN 978-2-88923-083-9)
- Funky Town. L'Histoire de Lele[7],[22],[23],[24],[25], Atrabile, coll. « Flegme », Genève, 7 février 2020
Scénario et dessin : Mathilde Van Gheluwe - Couleurs : noir et blanc -  (ISBN 9782889230884),Heroic fantasy. Format comics. 144 planches.

#### Albums de bande dessinée

##### Magda Cuisinière intergalactique
- 1. Le Grand Tournoi[8],[26], Éditions Sarbacane, Paris, 7 septembre 2022
Scénario : Nicolas Wouters - Dessin et couleurs : Mathilde Van Gheluwe -  (ISBN 978-2-377-31774-5),,Format comics. 149 pages.
- 2. Le Combat des cheffes[9],[27],[28], Éditions Sarbacane, Paris, 5 avril 2023
Scénario : Nicolas Wouters - Dessin et couleurs : Mathilde Van Gheluwe -  (ISBN 978-2-377-31798-1),Format comics. 168 planches.
- 3. Par-delà les étoiles[29],[30], Éditions Sarbacane, Paris, 3 avril 2024
Scénario : Nicolas Wouters - Dessin et couleurs : Mathilde Van Gheluwe -  (ISBN 978-2-377-31799-8),Format comics.

#### Courts récits et collectifs
- Flatland[13], Bries (Belgique, 2015)
- Spectacular Vermacular[13], dans la collection « Mini kuš ! », kuš ! Comics (Lettonie, 2016)
- Light OCDs[13], Short Box Editions (Grande-Bretagne, 2016)
- Best Girlfriend[13], Drunken Boat, (États-Unis, 2017)

#### Collectifs
- Super Towers[31], auto-édition, 2017.
- Vite poison[31], Vite (tome 8), 2017.
- Vite, bois[31], Vite (tome 9), 2018.
- Flores Oscuras[13], Institut Cervantes (Espagne, 2018)

#### Publications en revues et journaux
- Phobia[3], 2014
- Mekka Nikki[3] no 6 Surprise surprise! avril 2016.

### Expositions

#### Expositions collectives
- Thalatha[32] avec le collectif Marsam, Cité internationale de la bande dessinée et de l’image, Angoulême du 24 janvier au 6 mai 2019 ;
- Plan à 3 – La bande dessinée francophone européenne

1. Palais de la Bourse, 8 et 9 juin puis à l'Hôtel de région Auvergne-Rhône-Alpes de Lyon du 18 juillet au 18 août 2019 ;
2. Centre Wallonie-Bruxelles (Paris)[33], 16 octobre au 10 novembre 2019[34] ;
3. Institut français du Liban[35], Saïda du 16 avril au 18 juin 2022 ;
4. Planche à 3, Le Manège[36], Onex (Genève) du 17 au 26 mars 2023.

- United Comics of Belgium[37], Centre belge de la bande dessinée, commissaire : Séraphine, Bruxelles, mars 2021.
- L'Art de la BD, exposition permanente du Centre belge de la bande dessinée, présente des planches de Mathilde Van Gheluwe[38].

## Fresque

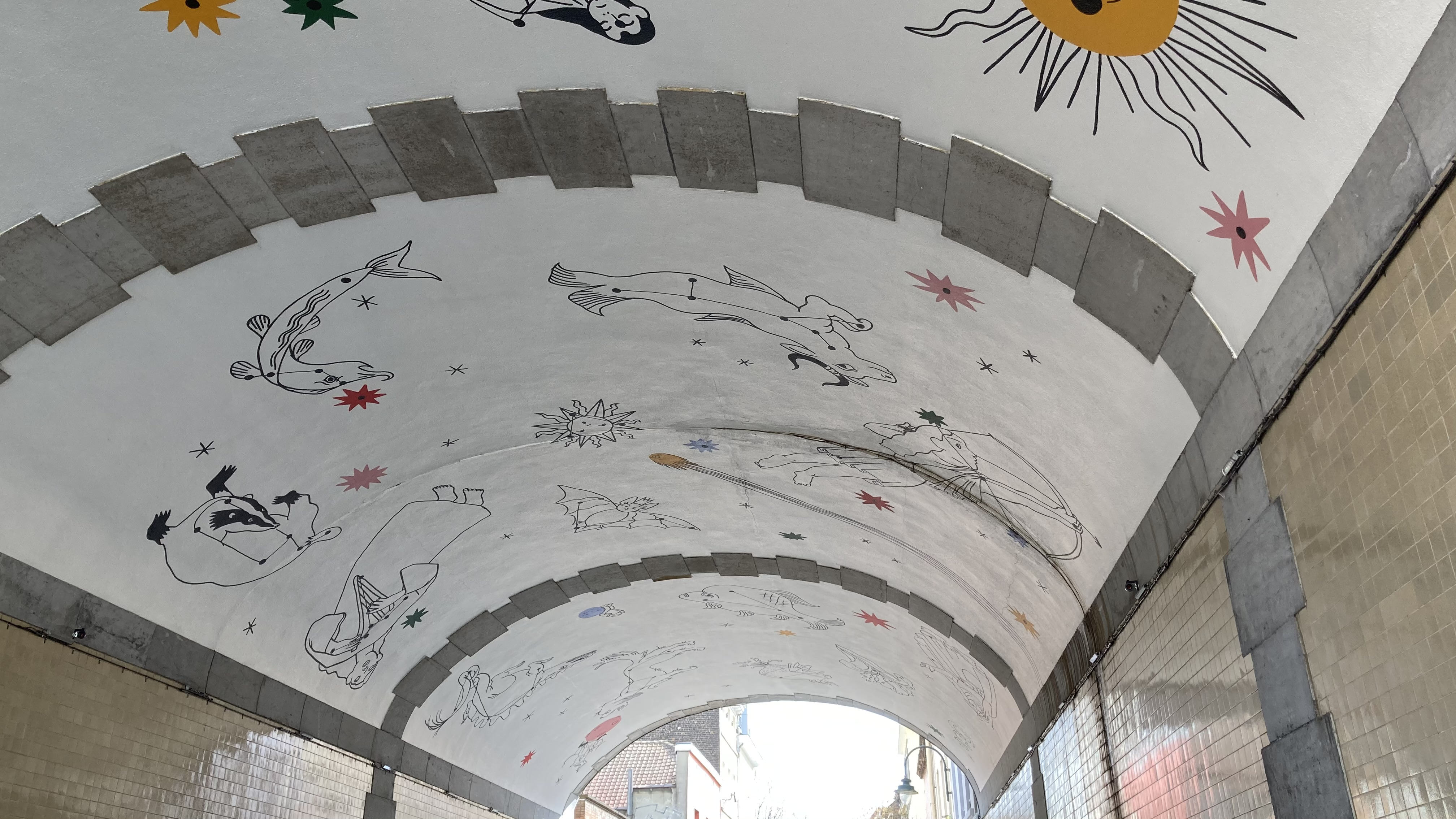
Fresque murale La Voie lactée rue Sallaert à Bruxelles en-dessous du tunnel ferroviaire Nord-Sud.

La fresque La Voie lactée est une œuvre faisant partie du parcours BD de Bruxelles, inaugurée le 18 décembre 2019 qui représente la voie lactée et certaines constellations, utilisant la forme voûtée du tunnel pour y refléter le ciel, à la suite d’un appel lancé en 2018 par le contrat de quartier durable Jonction pour égayer les tunnels passant sous les voies ferroviaires reliant le nord et le sud de Bruxelles,. Sa fresque est située rue Sallaert en-dessous du tunnel ferroviaire Nord-Sud, elle couvre une superficie de 270 m2, la réalisation est due à Urbana.

#### Livres
: document utilisé comme source pour la rédaction de cet article.
- Philippe Mellot, Michel Denni, Laurent Turpin et Isabelle Morzadec, Trésors de la bande dessinée : BDM 2023-2024 - Catalogue encyclopédique et Argus, Paris, Les Arènes, novembre 2022, 23e éd., 1677 p., ill. ; 23 cm (ISBN 9791037507280, OCLC 1351462460, présentation en ligne), p. 522, 956. .

#### Interviews
- (en) « Interview with Valentine Gallardo and Mathilde Van Gheluwe », Université de Gand, 25 juin 2019 (consulté le 25 avril 2023).
- Mathilde Van Gheluwe et Nicolas Wouters (interviewés par Chloé Lucidarme et Nicolas Raduget), « Dans la bulle de… Mathilde Van Gheluwe et Nicolas Wouters », La Ribambulle,‎ 24 février 2025 (lire en ligne, consulté le 26 avril 2025).

### Vidéographie
- [vidéo] « Angoulême, 1 mn d'arrêt - Portait de Mathilde Van Gheluwe », sur YouTube, Un film réalisé de Amélie Trocherie avec Ludovic Lefieux et Laurent Bariet, le 23 octobre 2013, (1 min 10 s), 20 mars 2019.